# Коробчук, Александр Кондратьевич
Александр Кондратьевич Коробчук (1918 год, село Ружа, Каменец-Подольский уезд, Подольская губерния, Украинская Народная Республика — 12.4.1944, река Чатырлык (южнее села Ишунь), Красноперекопский район, Крымская АССР, РСФСР, СССР) — участник Великой Отечественной войны, командир отделения пулемётной роты 262-го гвардейского стрелкового полка (87-я гвардейская стрелковая дивизия, 2-я гвардейская армия, 4-й Украинский фронт), гвардии старший сержант. Закрыл своим телом амбразуру пулемёта.

## Биография
Родился в 1918 году на Западной Украине. Окончил семилетнюю школу, затем школу механизаторов, работал трактористом в колхозе. В 1937 году уехал по комсомольской путёвке в Красный Луч, где работал на строительстве шахты.
1 октября 1938 года был призван в РККА Краснолучским райвоенкоматом. С 1942 года участвовал в боях под Сталинградом, Ростовом, на Миус-фронте, в Донбассе. В августе 1943 года был ранен. В феврале 1944 года дивизия с низовьев Днепра была переброшена на Перекопский перешеек.
8 апреля 1944 года началась Крымская стратегическая наступательная операция. 87-я гвардейская стрелковая дивизия была введена в бой в ночь на 9 апреля 1944 года, к исходу 10 апреля 1944 года вышла к так называемым Ишуньским позициям, и нанесла удар в тыл в районе северо-западнее Ишуни. Развивая наступление на юг, дивизия вышла к реке Чатырлык, где была оборудована полоса обороны.
В ходе операции, гвардии старший сержант Коробчук отличился в боях. Так, 9 апреля 1944 года, установив пулемёт на насыпи, уничтожил из него 23 солдата и офицеров противника, дав возможность продвижения батальону. Когда расчёт пулемёта вышел из строя, один под огнём выдвинулся на фланг и уничтожил ещё 17 солдат и офицеров, а также подавил две огневые точки. 10 апреля 1944 года вновь во время атаки выдвинулся с пулемётом вперёд и уничтожил 4 огневые точки. В боях был трижды ранен, но отказался идти на излечение. 12 апреля 1944 года советские подразделения атаковали вражеские позиции на реке Чатырлык. Пулемёт гвардии старшего сержанта Коробчука был выведен из строя противником, и советский воин участвовал в атаке вооружившись гранатами. В числе первых он ворвался в траншеи, уничтожил там 7 солдат, и исчерпав оружие, закрыл грудью пулемётный дзот, огонь из которого мешал продвижению роты.
Был похоронен в братской могиле в селе Воронцовке, в 1956 году перезахоронен в братскую могилу в центре села Ильинка (Республика Крым, Красноперекопский район, сельское поселение Ильинское).
Указом Президиума Верховного Совета СССР от 16 мая 1944 года за отвагу и героизм, проявленные при освобождении Крыма, гвардии старшему сержанту Коробчуку Александру Кондратьевичу присвоено звание Героя Советского Союза (посмертно).
Памятник А. К. Коробчуку установлен в селе Ружа, а школе, в которой учился герой, было присвоено его имя. На месте подвига установлен обелиск.